# Georg Erber

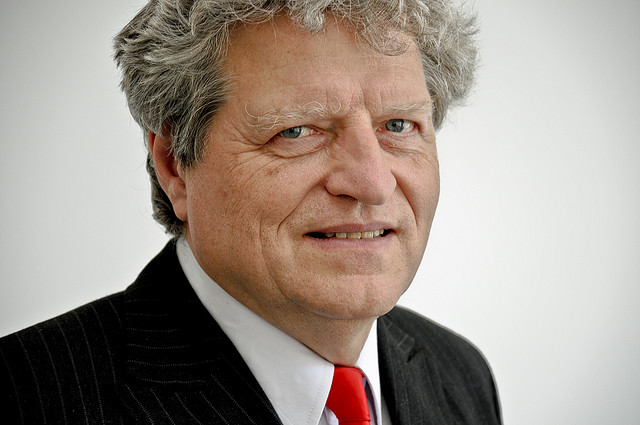
Georg Erber

Georg Erber (* 20. Juni 1950 in Berlin) ist ein deutscher Wirtschaftswissenschaftler und Ökonometriker sowie Publizist.

## Leben
Nach dem Studium der Volkswirtschaftslehre am Fachbereich Wirtschaftswissenschaften der Freien Universität Berlin war Erber dort wissenschaftlicher Assistent am Institut für Versicherungsmathematik und Statistik mit dem Schwerpunkt Ökonometrie und Statistik. Er wurde dort zum  Dr. rer. pol. in Volkswirtschaftslehre promoviert.
Er arbeitete als wissenschaftlicher Mitarbeiter von Mai 1981 bis Juni 2015 am Deutschen Institut für Wirtschaftsforschung. Er hat mit dem Aufbau eines eigenen Instituts, dem European Productivity Research Centre (EPRC), seit Juli 2015 begonnen.
Seine Forschungsschwerpunkte sind:
- Netzwerkökonomie und Marktregulierung von Netzwerkindustrien insbesondere im Bereich der Telekommunikation
- Wettbewerbspolitik im Bereich der Informations- und Kommunikationstechnologien
- Wirtschaftswachstum, Produktivität, Industriepolitik, Technologiepolitik und Innovationspolitik.

Erber hatte Gastprofessuren in der VR China (Zhejiang-Universität, Hangzhou) und in Thailand (Thammasat-Universität, Chulalongkorn-Universität). Als GTZ-Kurzzeitexperte war er in Südamerika (INP – National Planning Institute, Lima, Peru) und Asien (ENAG – École National d'Administration et de Gestion, Vientiane, Laos).
Im Rahmen von Forschungskooperationen hatte Erber Gastaufenthalte in den USA (Harvard-Universität) und in England (Cambridge University). Im Jahre 2008 ist er am 7. Forschungsrahmenprogramm der EU, Intangible Assets and Regional Economic Growth (IAREG), beteiligt.
Er war Gründungsmitglied, Managing Editor und später Associate Editor der wirtschaftswissenschaftlichen Zeitschrift Structural Change and Economic Dynamics (SCED). Zwischenzeitlich war Erber Mitherausgeber der Internationalen Technologie Berichterstattung im Auftrag des Bundesministerium für Bildung und Forschung.
Er ist seit Mai 2009 Gründungsmitglied der OpenSpectrum Alliance, die sich für einen Regulierungsrahmen für unlicensed spectrum sharing und white space in Europa einsetzt und wurde von der WGL Leibniz-Gemeinschaft zum  Allianz-Delegierten einer Arbeitsgruppen Adjusting to the Globalisation of Innovation des Committee for Scientific and Technological Policy (CSTP) der OECD in Paris ernannt.
Seit 2006 publiziert Erber regelmäßig Kommentare zu Politik und Wirtschaft in der Readers Edition.

## Publikationen
- (Mitautor): Wachstums- und Investitionsdynamik in Deutschland, Metropolis Verlag, Marburg, 2016, ISBN 978-3-7316-1240-7.
- (Mitautor): Die Rolle staatlicher Akteure bei der Weiterentwicklung von Technologien in deregulierten TK-Märkten. Vol. 27. DIW Berlin: Politikberatung kompakt, DIW Berlin, 2007, ISBN 978-3-938762-18-9 (Online bei DIW; PDF; 2,4 MB)
- (Mitautor): Medien- und IKT-Wirtschaft in Brandenburg: Forschungsprojekt im Auftrag des Ministeriums für Wirtschaft des Landes Brandenburg. Vol. 34. DIW Berlin: Politikberatung kompakt, DIW Berlin, German Institute for Economic Research. DIW Berlin, 2007.(Online bei DIW; PDF; 1,6 MB)
- mit H. Hagemann: The New Economy in a Growth Crisis. In: Kurt Hübner (Hrsg.): The Regional Divide, Promises and Realities of the New Economy in a Transatlantic Perspective. Routledge, 2005.
- mit S. Bach: Electronic Commerce: A Need for Regulation? In: K. G. Deutsch, B. Speyer (Hrsg.): Freer Trade in the Next Decade. Issues in the Millennium Round in the World Trade Organisation. Routledge, 2003, S. 125–137.
- mit H. Hagemann: Wachstum, Strukturwandel und Beschäftigung sowie Netzwerkökonomie. In: K. F. Zimmermann (Hrsg.): Neue Entwicklungen in den Wirtschaftswissenschaften. Studies in Contemporary Economics. Physica, 2002, S. 277–319, S. 321–369 (Dieses Sammelwerk erschien auch auf Englisch als Frontiers in Economics. beim Springer Verlag sowie auf Chinesisch bei China Development Press, Beijing).
- mit H. Hagemann: Credibility: Measurement and Impacts, Central Bank Experiences and Euro Perspectives. In: Philip Arestis, Malmcom C. Sawyer (Hrsg.): The Political Economy of Central Banking. Elgar, Cheltenham, 2001, S. 101–121.
- Prinzipien moderner Technologiepolitik. In: Politeconom. Nr. 3. Moskau, 1999, S. 37–45 (russische Übersetzung).
- (Mitautor): Zukunftsperspektiven Deutschlands im internationalen Wettbewerb. Industriepolitische Implikationen der neuen Wachstumstheorie. Physica, Heidelberg 1998, ISBN 3-7908-1108-4.
- mit H. Hagemann, S. Seiter: Global Competitiveness: Industrial Policy in the Performance of Asia and Europe. In: Journal of Contemporary Asia. Vol. 27, Nr. 3, 1997, S. 338–355 (SSCI-Journal).
- Why inflation is bad? In: Luther, Faltin, Erber (Hrsg.): Entrepreneurship and Development. Vientiane, 1999 (Englisch und Lao).